# Schroef (bloeiwijze)

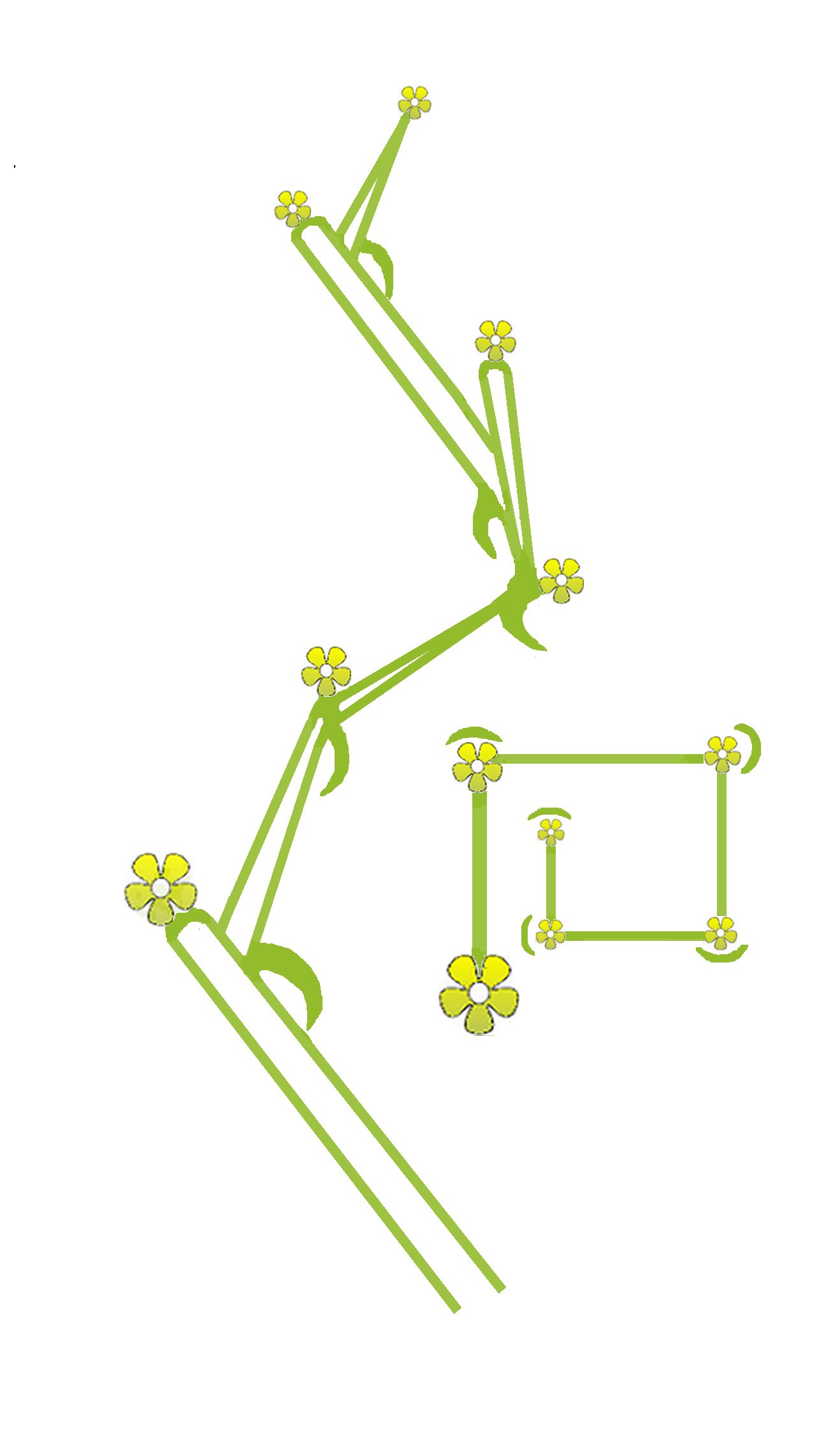
rechts draaiende schroef zij- en bovenaanzicht

Een schroef is een bloeiwijze, waarbij de op elkaar volgende takken loodrecht op elkaar staan en steeds in dezelfde richting draaien. De opeenvolgende zijassen ontspringen alle uit de rechter- (met de klok mee) of alle uit de linkerzijde (tegen de klok in). In knop is dit duidelijk te zien aan de stand van de bloemknoppen en verschil in grootte. Het verschil met een sikkel is dat de zijassen bij een sikkel niet loodrecht op elkaar staan.
Een schroef is afgeleid van een enkelvoudig gevorkt bijscherm (tweetakkig gevorkt bijscherm), waarbij per niveau telkens hetzelfde bloempje ontbreekt (gereduceerd is).

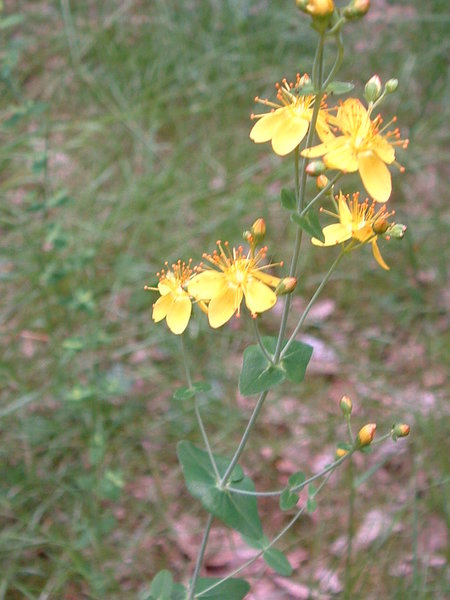
schroef van fraai hertshooi